# Irma Volta-Löffler
Irma Volta-Löffler bzw. nur Irma Volta, verheiratete Irma Löffler-Medjahed (* 26. März 1934 in Wien als Irma Löffler), ist eine österreichische Volksschullehrerin, Schriftstellerin und Malerin.

## Leben
Irma Volta-Löffler wurde am 26. März 1934 als Tochter von Josef und Maria Löffler geboren. Nach der allgemeinen Schulausbildung absolvierte sie die Lehrerinnenbildungsanstalt Wiener Neustadt und legte 1953 die Matura ab. Danach war sie als Erzieherin, Sekretärin oder Volksschullehrerin tätig und lebte zwischen 1959 und 1963 in Ghana, ehe sie wieder nach Österreich zurückkehrte. Um 1982 begann sie schriftstellerisch tätig zu werden und schrieb in weiterer Folge vor allem Gedichte, Märchen und Kurzgeschichten für Anthologien und den ORF, wobei ihre Gedichte nicht nur im Radio, sondern auch bei Fernsehausstrahlungen vorgetragen wurden. Zumindest bis in die 2010er Jahre gab Volta-Löffler, die seit 1986 in der literarischen Frauengruppe „Distelblüten“ mitwirkte, Lesungen im In- und Ausland.
1983 veröffentlichte sie über den Internationalen Lyrik Verlag ihren Lyrikband Schillernder Vogel. Zwei Jahre später wurden ihre beiden Gedichte Frauenliebe und Frauenleben von Hans Peter Nowak, dem damaligen Obmann der Bachgemeinde Wien, vertont. 1987 publizierte sie Gedichte auf Italienisch und Deutsch in der italienischen Kulturzeitschrift Il torchio artistico è letterario. Neben ihrer schulischen und schriftstellerischen Laufbahn war sie auch als Komparsin beim Film tätig und konzentrierte sich nebenbei auch auf ihre künstlerische Arbeit. Ab 1991 hatte sie die künstlerische Volkshochschule in Wien mit dem Schwerpunkt Aquarell besucht und absolvierte nebenbei auch ein Studium an der Universität für angewandte Kunst Wien. Ab etwa 1999 hatte sie mehrere Ausstellungsbeteiligungen und Einzelausstellungen mit ihren Aquarellen.
Volta, die ab 1996 in zweiter Ehe verheiratet war und aus der vorangegangenen Beziehung Mutter einer Tochter namens Maria ist, ist Mitglied des Österreichischen Schriftsteller/innenverbands, der ARGE für Autorinnen, des Verbands Geistig Schaffender und Österreichischer Autoren, der Künstlergruppe Der Kreis, der Literarischen ARGE für Niederösterreich, des Verbands österreichischer Textautoren, der Interessengemeinschaft deutschsprachiger Autoren und den bereits erwähnten „Distelblüten“.
Zeitlebens wurde sie mehrfach ausgezeichnet. Neben der Henry-Dunant-Medaille, die sie für ihre Arbeit beim Jugendrotkreuz erhielt, bekam sie etwa 1985 auch noch eine Medaille für Kunst und Kultur des Bezirks Margareten

## Werke (Auswahl)
- 1983: Schillernder Vogel (Lyrik)